# Lassi Lappalainen
Lassi Lappalainen, född 24 augusti 1998 i Esbo, är en finländsk fotbollsspelare som spelar för Columbus Crew. Han representerar även det finländska landslaget.

## Karriär
Den 8 januari 2025 värvades Lappalainen av Major League Soccer-klubben Columbus Crew, där han skrev på ett ettårskontrakt med option på ytterligare ett år.